# 北海道道1037号広尾大樹線
北海道道1037号広尾大樹線（ほっかいどうどう1037ごう ひろおたいきせん）は、北海道広尾郡広尾町と大樹町を結ぶ一般道道である。

## 概要

### 路線データ
- 起点：北海道広尾郡広尾町字野塚（国道336号交点）
- 終点：北海道広尾郡大樹町字旭浜（北海道道501号旭浜大樹停車場線交点）
- 総延長：13.047 km
- 実延長：13.010 km
- 重用延長：0.037 km

### 道路管理者
- 十勝総合振興局 帯広建設管理部 大樹出張所

## 歴史
- 1983年（昭和58年）3月31日 - 路線認定[1]。

## 路線状況

### 道路施設

#### 主な橋梁
- シーサイド大橋（314 m、野塚川、広尾町字野塚）
- レインボー大橋（510 m、豊似川、広尾町字野塚 - 広尾町字紋別）
- コスモ大橋（232 m、紋別川、広尾町字小紋別）

## 地理

### 通過する自治体
- 十勝総合振興局
  - 広尾郡広尾町
  - 広尾郡大樹町

### 交差する道路
広尾町
- 国道336号 - 字野塚（起点）

大樹町
- 北海道道501号旭浜大樹停車場線 - 字旭浜（終点）